# Мала Возвишенка
Мала́ Возви́шенка (каз. Малая Возвышенка) — село у складі району Магжана Жумабаєва Північноказахстанської області Казахстану. Входить до складу Возвишенського сільського округу.
Населення — 19 осіб (2021; 94 у 2009, 241 у 1999, 297 у 1989).
Національний склад станом на 1989 рік:
- казахи — 44 %
- росіяни — 27 %.